# Extinción del Estado
La «extinción del Estado» es un concepto marxista acuñado por Friedrich Engels refiriéndose a la idea de que con la realización de los ideales del socialismo, la institución social de un Estado finalmente se volverá obsoleta y desaparecerá a medida que la sociedad pueda gobernarse a sí misma, sin el Estado y su aplicación coercitiva de la ley.

Los anarquistas nos han echado en cara más de la cuenta esto del «Estado popular», a pesar de que ya la obra de Marx contra Proudhon ["Miseria de la filosofía"], y luego el "Manifiesto Comunista" dicen claramente que, con la implantación del régimen social socialista, el Estado se disolverá por sí mismo [sich auflöst] y desaparecerá.

## Origen de la frase
La frase fue acuñada por Friedrich Engels en la tercera parte del capítulo segundo en el Anti-Dühring:

La intervención de un poder estatal en relaciones sociales va haciéndose progresivamente superflua en un terreno tras otro, y acaba por inhibirse por sí misma. En lugar del gobierno sobre personas aparece la administración de cosas y la dirección de procesos de producción. El Estado no "se suprime", sino que se extingue.

Otra cita relacionada de Engels proviene de El origen de la familia, la propiedad privada y el Estado:

Las clases desaparecerán de un modo tan inevitable como surgieron en su día. Con la desaparición de las clases desaparecerá inevitablemente el Estado. La sociedad, reorganizando de un modo nuevo la producción sobre la base de una asociación libre de productores iguales, enviará toda la máquina del Estado al lugar que entonces le ha de corresponder: al museo de antigüedades, junto a la rueca y al hacha de bronce.

## Interpretaciones
Aunque Engels introdujo por primera vez la idea de la desaparición del Estado, atribuyó el concepto subyacente a Karl Marx, y otros teóricos marxistas, incluido Vladimir Lenin, lo ampliarían más tarde. De acuerdo con este concepto de la extinción del estado, finalmente una sociedad comunista ya no requerirá coerción para inducir a los individuos a comportarse de una manera que beneficie a toda la sociedad. Una sociedad así se produciría después de un período temporal de dictadura del proletariado.
Procede del concepto de transformación del Estado en la etapa anterior de la sociedad denominada socialismo. Engels postula que, de manera similar a los argumentos esgrimidos por Henri de Saint-Simon antes que él, en una sociedad socialista, la organización pública se preocuparía principalmente por cuestiones técnicas como la asignación óptima de recursos y la determinación de la producción en lugar de redactar y hacer cumplir las leyes y así, las funciones tradicionales del Estado se volverían gradualmente irrelevantes e innecesarias para el funcionamiento de la sociedad. Engels argumentó que el estado se transforma de un "gobierno del pueblo" en una "administración de las cosas" y, por lo tanto, no sería un estado en el sentido tradicional del término.
Este escenario dependía de la visión de Marx del poder coercitivo como una herramienta de quienes poseen los medios de producción, es decir, ciertas clases sociales (la burguesía ) y el Estado capitalista. En una sociedad comunista, las clases sociales desaparecerían y los medios de producción no tendrían un solo propietario, por lo tanto, una sociedad sin Estado ya no necesitará leyes y se desarrollará una sociedad comunista sin Estado.
El concepto de la extinción del estado diferencia al marxismo ortodoxo del socialismo de Estado (que aceptaba la retención de la institución del estado) y anarquismo antiestatista (que exigía la abolición inmediata del estado sin necesidad percibida de ningún tipo de institución "temporal" posrevolucionaria del estado).
En el marxismo soviético de la Unión Soviética, Lenin apoyó la idea de la desaparición del estado como se ve en su El estado y la revolución (1917). El gobierno de Iósif Stalin lo mencionó de vez en cuando, pero no creía que el mundo estuviera todavía en una etapa avanzada de desarrollo en la que el estado pudiera desaparecer. Creía que al menos a corto plazo el estado debía tener suficiente poder para contraatacar a aquellos elementos que buscaban descarrilar la victoria final del comunismo. Por lo tanto, la Unión Soviética de la era de Stalin marginó la noción del debilitamiento del estado.

## Lectura adicional
- Surin, Kenneth (1990). «Marxism(s) and 'The Withering Away of the State'». Social Text 27 (27): 35-54. doi:10.2307/466306.
- Bloom, Solomon F. (1946). «The "Withering Away" of the State». Journal of the History of Ideas 7 (1): 113-121. doi:10.2307/2707273.

- Bloom, Solomon F. (1946). «The "Withering Away" of the State». Journal of the History of Ideas 7 (1): 113-121. JSTOR 2707273. doi:10.2307/2707273.
- Engels, Friedrich (1947). «Part III: Socialism. Chapter II: Theoretical». Anti-Dühring. Moscow: Progress Publishers. OCLC 815612952.
- Engels, Friedrich (1909). «IX. Barbarism and Civilization». Origins of the Family, Private Property, and the State (Ernest Untermann, trad.). Chicago: Charles H. Kerr Publishing Company.
- Hardcastle, Edgar (March 1946). «The Withering Away of the State – From Marx to Stalin». Socialist Standard (Socialist Party of Great Britain). ISSN 0037-8259.
- Jović, Dejan (2008). Yugoslavia: A State That Withered Away (en inglés). Purdue University Press. ISBN 978-1557534958.
- Surin, Kenneth (1990). «Marxism(s) and 'The Withering Away of the State'». Social Text 27 (27): 35-54. JSTOR 466306. doi:10.2307/466306.

- Datos: Q8028151